# Le Girouard
Le Girouard és un municipi francès situat al departament de Vendée i a la regió de País del Loira. L'any 2007 tenia 761 habitants.

## Demografia

### Població
El 2007 la població de fet de Le Girouard era de 761 persones. Hi havia 296 famílies de les quals 61 eren unipersonals (43 homes vivint sols i 18 dones vivint soles), 107 parelles sense fills, 114 parelles amb fills i 14 famílies monoparentals amb fills.
La població ha evolucionat segons el següent gràfic:
Habitants censats

### Habitatges
El 2007 hi havia 368 habitatges, 299 eren l'habitatge principal de la família, 41 eren segones residències i 29 estaven desocupats. 360 eren cases i 4 eren apartaments. Dels 299 habitatges principals, 254 estaven ocupats pels seus propietaris, 42 estaven llogats i ocupats pels llogaters i 4 estaven cedits a títol gratuït; 3 tenien una cambra, 12 en tenien dues, 44 en tenien tres, 94 en tenien quatre i 146 en tenien cinc o més. 241 habitatges disposaven pel capbaix d'una plaça de pàrquing. A 124 habitatges hi havia un automòbil i a 167 n'hi havia dos o més.

### Piràmide de població
La piràmide de població per edats i sexe el 2009 era:
| Homes | Edats   | Dones |
| ----- | ------- | ----- |
| 0     | 95 o +  | 0     |
| 0     | 90 a 94 | 0     |
| 4     | 85 a 89 | 0     |
| 0     | 80 a 84 | 0     |
| 20    | 75 a 79 | 12    |
| 4     | 70 a 74 | 28    |
| 20    | 65 a 69 | 12    |
| 4     | 60 a 64 | 8     |
| 24    | 55 a 59 | 12    |
| 20    | 50 a 54 | 28    |
| 20    | 45 a 49 | 20    |
| 16    | 40 a 44 | 20    |
| 40    | 35 a 39 | 24    |
| 12    | 30 a 34 | 8     |
| 24    | 25 a 29 | 12    |
| 16    | 20 a 24 | 0     |
| 40    | 15 a 19 | 8     |
| 12    | 10 a 14 | 28    |
| 12    | 5 a 9   | 8     |
| 12    | 0 a 4   | 4     |

## Economia
El 2007 la població en edat de treballar era de 504 persones, 392 eren actives i 112 eren inactives. De les 392 persones actives 355 estaven ocupades (195 homes i 160 dones) i 37 estaven aturades (19 homes i 18 dones). De les 112 persones inactives 54 estaven jubilades, 23 estaven estudiant i 35 estaven classificades com a «altres inactius».

### Ingressos
El 2009 a Le Girouard hi havia 326 unitats fiscals que integraven 837,5 persones, la mediana anual d'ingressos fiscals per persona era de 16.991 €.

### Activitats econòmiques
Dels 24 establiments que hi havia el 2007, 10 eren d'empreses de construcció, 2 d'empreses de comerç i reparació d'automòbils, 1 d'una empresa de transport, 3 d'empreses d'hostatgeria i restauració, 1 d'una empresa immobiliària, 4 d'empreses de serveis i 3 d'empreses classificades com a «altres activitats de serveis».
Dels 10 establiments de servei als particulars que hi havia el 2009, 1 era un paleta, 3 guixaires pintors, 1 fusteria, 1 lampisteria, 2 electricistes, 1 perruqueria i 1 restaurant.
L'any 2000 a Le Girouard hi havia 34 explotacions agrícoles que ocupaven un total de 1.344 hectàrees.

## Equipaments sanitaris i escolars
El 2009 hi havia una escola elemental.

## Poblacions més properes
El següent diagrama mostra les poblacions més properes.